# Going, Going, Gone (Bob Dylan)
Going, Going, Gone è una brano musicale di Bob Dylan. È stato pubblicato nel 1974 nell'album Planet Waves, ed è apparso anche nell'album dal vivo del 1979 Bob Dylan al Budokan. Dylan è accompagnato dai the Band.

## Recensione
I critici hanno ammirato l'interazione nella canzone tra la voce disperata di Dylan e la chitarra solista del chitarrista Robbie Robertson. Il critico rock Tim Riley ha scritto che "Il tono di avvolgimento di The Band a "Going, Going, Gone" è una meraviglia del suono d'ensemble preciso: Robertson fa soffocare l'ingresso della sua chitarra come se un cappio si fosse improvvisamente stretto intorno al collo", aggiungendo che la simpatica "modellatura della canzone della Band ... è così perfettamente in sintonia con la qualità del fondo dell'umore di Dylan che la chitarra di Robertson suona come se stesse grattando il prurito in gola di Dylan".

## Musicisti
- Bob Dylan – chitarra acustica, voce
- Robbie Robertson – chitarra elettrica
- Rick Danko – basso
- Levon Helm – batteria
- Garth Hudson – organo elettronico
- Richard Manuel – pianoforte

## Spettacoli dal vivo
Secondo il suo sito web ufficiale, Dylan ha suonato la canzone dal vivo 79 volte tra il 1976 e il 1979.

## Cover
- La canzone è stata reinterpretata da Richard Hell e dai Voidoids nel loro album del 1982 Destiny Street.
- Son Volt ha coperto la canzone nel loro EP Switchback del 1997.
- Una versione live di Jerry Garcia appare nel suo album Garcia Plays Dylan Again.
- Steve Howe ha fatto una cover della canzone nel suo album Portraits of Bob Dylan.
- Gregg Allman ha fatto una cover della canzone nel suo ultimo album Southern Blood.
- La cantante soul Bettye LaVette ha incluso la canzone nel suo album di cover di Dylan del 2018 Things Have Changed.
- La canzone è stata reinterpretata da Emma Swift nel suo album del 2020 Blonde on the Tracks.
- Doyle Bramhall II ha coperto la canzone con Tedeschi-Trucks Band su Shades del 2018.